# Acanthemblemaria medusa
Acanthemblemaria medusa är en fiskart som beskrevs av Smith-vaniz och Palacio, 1974. Acanthemblemaria medusa ingår i släktet Acanthemblemaria och familjen Chaenopsidae. Inga underarter finns listade i Catalogue of Life.